# Simek AS
Simek AS, tidigare Sigbjørn Iversen Mekaniske Verksted AS, var ett familjeägt skeppsvarv i staden Flekkefjord i Agder fylke i södra Norge.
Varvet grundades 1967 och lades ned 2018 efter att ha byggt 135 fartyg. I början byggdes mest fiskebåtar, och senare byggdes också många offshorefartyg.

## Byggda fartyg i urval
- M/S Fyrbyggaren, arbetsfartyg för Sjöfartsverket, 1976
- M/S Alfågeln, bil- och passagerarfärja för Ålandstrafiken, 1990
- Färjan Herjólfur, Island, 1992
- Bogserbåten och ankarhanteringsfartygetv Thor, 1993
- Zeus of Finland, isbrytande bogserbåt och ankarhanteringsfartyg för Alfons Håkans, 1995

## Bildgalleri

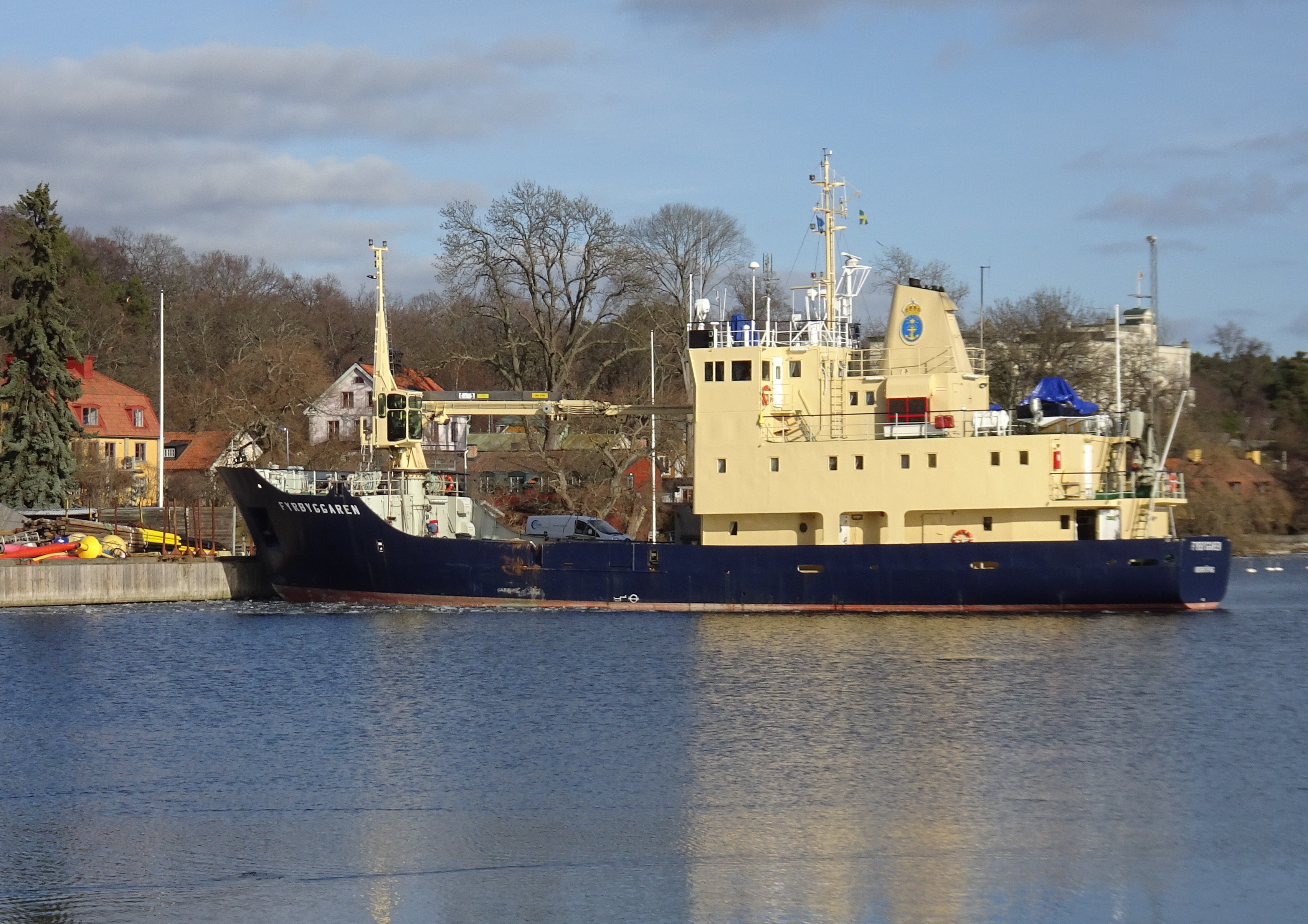
M/S Fyrbyggaren
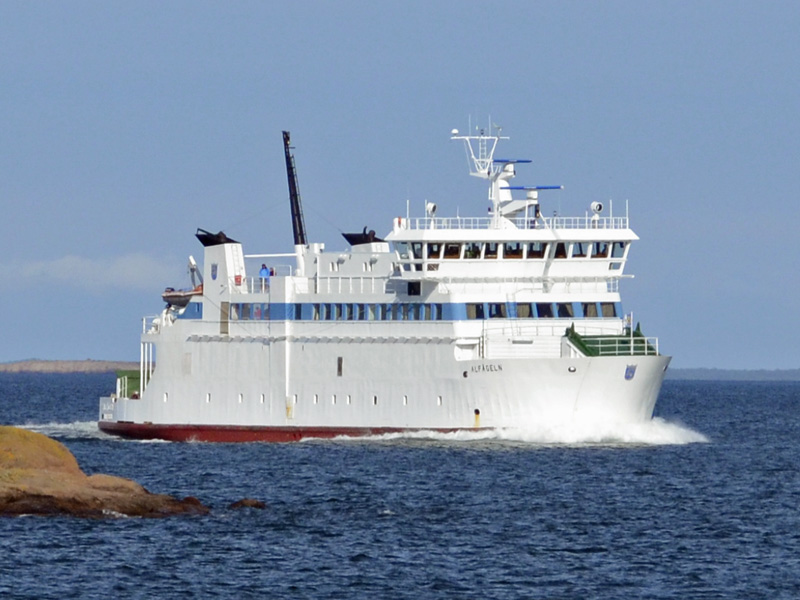
M/S Alfågeln
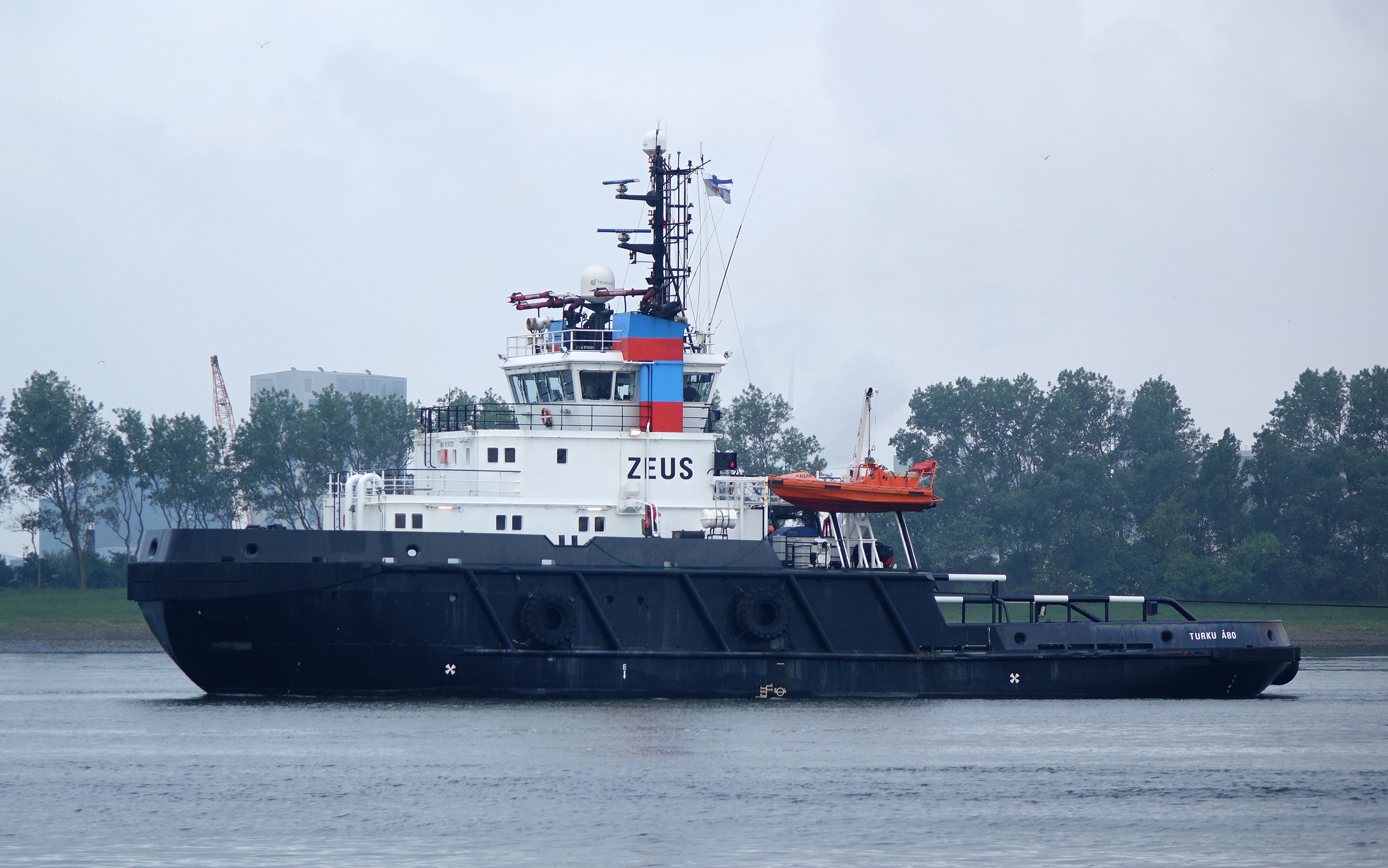
Zeus of Finland